# 氯化呋喃
氯化呋喃（Chlorinated furans）是指戴奧辛類化合物裡包含的135種的多氯二聯苯呋喃（Polychlorinated dibenzofurans，簡稱PCDFs），PCDFs是十分穩定的化合物、具親油性，進入人體內就存積於脂肪中、具劇毒性，且被認定為使人類致癌的化合物。

## 來源
氯化呋喃是一種燃燒不完全所散發之產物，在自然環境中本身就有存在，而人類生活中也產生出大量的PCDFs，如廢棄物焚燒、發電或製造能源、金屬冶鍊、化工製造、無控制或極少控制的一般燃燒、其他高溫來源等。

## 對人體造成的影響
由不同成分的毒性影響會造成發育障礙、畸胎、生殖毒性、內分泌受損、皮膚病變、神經毒性、肝毒性、行為影響等。